# Стратегия выхода на рынок
Стратегия выхода на рынок — запланированный способ распределения и доставки товаров или услуг на новый целевой рынок. В импорте и экспорте услуг это относится к созданию, установлению и управлению контрактами в другой стране.

## Факторы влияющие на жизнеспособность входа
Многие компании могут успешно работать на нишевом рынке, не выходя на новые рынки. С другой стороны, некоторые компании могут достичь увеличения продаж, узнаваемости бренда и стабильности бизнеса, только если они выходят на новый рынок.
Разработка стратегии выхода на рынок предполагает тщательный анализ потенциальных конкурентов и возможных клиентов. Соответствующие факторы, которые необходимо учитывать при принятии решения о целесообразности входа на конкретный рынок, включают торговые барьеры, локализованные знания, локализацию цен, конкуренцию и экспортные субсидии.

## Сроки выхода на рынок
По словам Либерского, «в какие страны и когда входить, зависит от финансовых ресурсов компании, жизненного цикла продукта и самого продукта». Доступны следующие стратегии:
- Модель водопада
- Волновая стратегия
- Стратегия Спринклера

## Стратегии
Вот некоторые из наиболее распространенных стратегий выхода на рынок: непосредственно путем создания компании на рынке, прямого экспорта продуктов, косвенного экспорта с использованием посредника, дистрибьютора или аутсорсинга продаж и производства продуктов на целевом рынке. Другие включают в себя:
- Лицензирование
- Гринфилд проект
- Франчайзинг
- Деловой альянс
- Прямой экспорт и Непрямой экспорт
- Проект «под ключ»
- Совместные предприятия
- Аутсорсинг

## Выход на рынок и торговые риски
Некоторые риски, возникающие при выходе на новый рынок и начале внутренней или международной торговли, включают:
- Погодный риск
- Систематический риск, отличный от системного риска, системный риск — это риск, присущий всему рынку или всему сегменту рынка
- Суверенный риск
- Валютный риск
- Риск ликвидности
- Культурный риск

В то время как некоторые компании предпочитают разрабатывать свои собственные планы выхода на рынок, другие передают специализированные компании. Знание этих специализированных компаний о местном или целевом рынке может снизить торговый риск.
Другие стратегии выхода на рынок включают в себя:
- Производство на дому
  - Непрямой экспорт (экспортный продавец)
  - Прямой экспорт (иностранный покупатель, агент, дистрибьютор, представительство, иностранный филиал)
- Производство за рубежом
  - без прямых инвестиций (договор на управление, франчайзинг, лицензирование, контрактное производство)
  - с прямыми инвестициями (частичное дочернее предприятие, приобретение иностранной компании, создание новой компании, совместное предприятие с долевым участием)